# Mendidius palmetincola
Mendidius palmetincola är en skalbaggsart som beskrevs av Karsch 1881. Mendidius palmetincola ingår i släktet Mendidius och familjen Aphodiidae. Inga underarter finns listade i Catalogue of Life.